# Hal Lindes
Hal Lindes (Monterey, California, Estados Unidos, 30 de junio de 1953) es un guitarrista y compositor británico-estadounidense, miembro de la banda Dire Straits durante los años 1980. Ha compuesto un gran número de bandas sonoras para películas y televisión.

## Biografía
Harold Andrew (Hal) Lindes nació en California en 1953. A finales de los años 70, formaba parte de la banda Darling con los que publicó un álbum Put It Down To Experience (1979).
A comienzos de los años 80, la banda británica Dire Straits estaba buscando un guitarrista rítmico para que sustituyera a David Knopfler, hermano del líder de la banda, Mark Knopfler, con el que se había enfrentado debido al protagonismo del mismo dentro del grupo. Hal Lindes pasó a formar parte de Dire Straits, con los que publicó una serie de álbumes hasta 1985, año en el que abandonó la formación para dedicarse a la composición de bandas sonoras.
Ha compuesto una larga lista de bandas sonoras para películas. También ha compuesto música para series de TV como Between the lines (BBC) y Band of Gold (ITV). Además, fue músico de sesión para Tina Turner (Private Dancer en 1985 y Break Every Rule en 1986) y para el músico escocés, Fish (Virgil In A Wilderness Of Mirrors en 1989, Yin en 1995 y Yang en 1995).

## Discografía

### Darling
Put It Down To Experience (1979)

### Dire Straits
- Love Over Gold (1982)
- Extended Dance [EP] (1983)
- Alchemy: Dire Straits Live [DIRECTO] (1984)
- Money for Nothing [RECOPILATORIO] (1988)
- Live at the BBC [DIRECTO] (1995)
- Sultans of Swing: The Very Best of Dire Straits [RECOPILATORIO] (1998)
- Private Investigations: The Best of Dire Straits & Mark Knopfler [RECOPILATORIO] (2005)

### Otros
- Local Hero [Mark Knopfler] (1983)
- Private Dancer [Tina Turner] (1985)
- Break Every Rule [Tina Turner] (1986)
- Virgil In A Wilderness Of Mirrors [Fish] (1989)
- Yin [Fish] (1995)
- Yang [Fish] (1995)
- Here We Go Again [Steve Ewing] (2002)
- Midnight Blue [Twiggy] (2003)